# Adorable Julia (film, 2004)
Pour les articles homonymes, voir Adorable Julia.
Pour plus de détails, voir Fiche technique et Distribution.
Adorable Julia (Being Julia) est un film américano-britannico-hongro-canadien réalisé par István Szabó, sorti en 2004.

## Synopsis
Évocation de la vie des gens de théâtre à Londres dans les années 1930. Situé à Londres en 1938, le film se concentre sur la vie de l’actrice de théâtre très réussie et extrêmement populaire Julia Lambert (Annette Bening), dont la désillusion progressive avec sa carrière à l’approche de l’âge mûr l’a incitée à demander à son mari, le metteur en scène Michael Gosselyn (Jeremy Irons), et à son bailleur de table Dolly de Vries (Miriam Margolyes) d’arrêter sa production actuelle pour lui permettre de voyager à l’étranger. Ils la persuadent de rester avec la pièce tout au long de l’été; et Michael la présente à Tom Fennel (Shaun Evans),un Américain entrepreneur, qui avoue sa profonde appréciation de son travail. Cherchant la passion qui lui manquait dans son mariage, et soucieuse de combler le vide laissé lorsque son ami proche Lord Charles (Bruce Greenwood) leur suggéra de se séparer pour éviter les commérages scandaleux, Julia se lance dans une liaison passionnée avec le jeune homme et commence à le soutenir afin qu’il puisse profiter du style de vie glamour auquel elle l’a présenté. Leur relation la ravive, déclenchant un changement distinct dans sa personnalité. Toujours en arrière-plan et offrant des conseils est l’esprit de son mentor, Jimmie Langton (Michael Gambon), le directeur de théâtre qui a donné à Julia son départ et qu’il a fait d’elle une star, tandis qu’Evie  (Juliet Stevenson) ,de chair et de sang, lui sert de femme de chambre, de donateur de commodité et de confidente personnelle.
Michael suggère qu’ils invitent Tom à passer du temps dans leur domaine de campagne, où il peut mieux connaître leur fils Roger (Tom Sturridge). Lors d’une fête là-bas, Tom rencontre l’aspirante actrice Avice Crichton (Lucy Punch),et, quand Julia le voit flirter avec la jolie jeune femme, elle devient jalouse et anxieuse et le confronte avec colère. Il se révèle lentement être un gigolo insensible, grimpant socialement et creusant de l’or, et Julia est brisée lorsque leur liaison prend fin.
Avice, maintenant romantiquement impliquée avec Tom, lui demande d’amener Julia à la voir jouer dans une pièce de théâtre dans l’espoir que l’actrice incitera son mari à la jouer dans un rôle de soutien dans le prochain projet de Julia. La pièce est épouvantable, et Avice n’est pas beaucoup mieux. En coulisses, Julia complimente sa covedette encore pire et reconnaît à peine Avice, bien qu’elle promet de parler d’elle à Michael. Par la suite, elle force Tom à admettre qu’il aime Avice, puis - bien que son cœur soit brisé par son aveu - elle lui assure qu’elle insistera pour que l’ingénue soit choisie dans sa prochaine pièce.
Lorsque la performance de Julia dans sa pièce actuelle commence à souffrir de son mécontentement personnel, Michael arrête la production; et Julia rend visite à sa mère (Rosemary Harris) et à sa tante Carrie (Rita Tushingham) à Jersey, où Lord Charles vient lui rendre visite. Julia suggère un essai romantique, et il lui dit gentiment qu’il est gay. Pendant ce temps, de retour à Londres, Avice auditionne pour Michael; et, bien que Julia ne lui en veuille pas, on lui donne le rôle.
Julia rentre chez elle pour commencer les répétitions de la nouvelle pièce. Peu de temps après, elle apprend de son fils qu’Avice a été l’un des essayeurs occasionnels de Michael. Pourtant, elle est inhabituellement attentive envers la fille, faisant des suggestions qui la placent sous les projecteurs et insistant pour que sa propre garde-robe soit terne pour permettre à Avice de briller. Ce que son réalisateur et les autres membres de la distribution ne réalisent pas, c’est qu’il y a une méthode à son apparente folie - Julia a planifié sa douce revanche pour la performance de la soirée d’ouverture, au cours de laquelle elle affirme avec succès sa position de première diva du théâtre londonien en mettant en scène tous les aspects de la performance d’Avice.

## Fiche technique
- Titre : Adorable Julia
- Titre original : Being Julia
- Réalisation : István Szabó
- Scénario : Ronald Harwood, d’après le roman La Comédienne de W. Somerset Maugham
- Production : Sandra Cunningham, Robert Lantos, Mark Milln, Mark Musselman, Marion Pilowsky et Julia Rosenberg
- Société de production : Serendipity Point Films
- Société de distribution : Sony Pictures Classics (États-Unis), La Fabrique de films (France)
- Budget : 18 000 000 $
- Musique : Mychael Danna
- Photographie : Lajos Koltai
- Montage : Susan Shipton
- Décors : Luciana Arrighi et Paul Ghirardani
- Costumes : John Bloomfield
- Pays d’origine :  Canada /  États-Unis /  Hongrie /  Royaume-Uni
- Langue : Anglais
- Distribution : Sony Pictures Classics (États-Unis) - La Fabrique de films (France)
- Format : Couleurs - 1,85:1 - Dolby Digital - 35 mm
- Genre : Comédie dramatique
- Durée : 104 minutes (1 h 44)
- Dates de sortie :
  - États-Unis : 15 octobre 2004
  - Canada : 22 octobre 2004
  - France : 14 décembre 2005

## Distribution
Légende : VQ = Version Québécoise
- Jeremy Irons (VF : Jérôme Keen ; VQ : Daniel Roussel) : Michael Gosselyn
- Michael Gambon (VQ : Vincent Davy) : Jimmie Langton
- Annette Bening (VF : Josiane Pinson ; VQ : Claudine Chatel) : Julia Lambert
- Leigh Lawson : Archie Dexter
- Shaun Evans (VQ : Renaud Paradis) : Tom Fennel
- Mari Kiss : secrétaire de M. Gosselyn
- Ronald Markham : majordome
- Terry Sach : chauffeur
- Catherine Charlton : Mlle Philips
- Juliet Stevenson (VQ : Danièle Panneton) : Evie
- Miriam Margolyes (VQ : Mireille Thibault) : Dolly de Vries
- Max Irons : Curtain Call Boy
- Michael Culkin : Rupert
- Bruce Greenwood (VQ : Daniel Picard) : Lord Charles
- Sheila McCarthy (VQ : Aline Pinsonneault) : Grace Dexter
- Lucy Punch (VQ : Viviane Pacal) : Avice Crichton

## Récompenses et distinctions
Récompenses
- Festival international du film de Bangkok : meilleure actrice (Annette Bening)
- Golden Globes : meilleure actrice (Annette Bening)
- National Board of Review : meilleure actrice (Annette Bening)
- Satellite Awards : meilleure actrice (Annette Bening)
- Southeastern Film Critics Association Awards : meilleure actrice (Annette Bening)

Nominations
- Oscar du cinéma : meilleure actrice dans un rôle principal (Annette Bening)
- Festival international du film de Bangkok : meilleur film (István Szabó)
- Critics Choice Awards : meilleure actrice (Annette Bening)
- European Film Awards : meilleur réalisateur (István Szabó) et meilleure photographie (Lajos Koltai)
- London Critics Circle Film Awards : actrice de l’année (Annette Bening)
- Prix Génie : meilleur film (Robert Lantos) et meilleur acteur dans un rôle secondaire (Bruce Greenwood)
- Prix Goya : meilleur film européen (István Szabó)
- Satellite Awards : meilleur acteur dans un rôle secondaire (Jeremy Irons)
- Screen Actors Guild Awards : meilleure actrice dans un rôle principal (Annette Bening)